# Marcus Bent
Marcus Nathan Bent (Hammersmith, 19 mei 1978) is een Engels voetballer die speelt als aanvaller.

## Clubcarrière
Bent speelde 215 wedstrijden in de Premier League voor 9 clubs. Daarin scoorde hij 40 doelpunten. Tot die Premier League-clubs behoren Crystal Palace, Blackburn Rovers, Ipswich Town, Leicester City, Everton, Charlton Athletic en Wigan Athletic. Op 15 december 2007 scoorde Bent een hattrick voor Wigan tegen Derby County (5–3). In 2011 zette hij een punt achter zijn carrière in eigen land. Hij stond op dat moment onder contract bij Birmingham City en werd verhuurd aan Sheffield United.
In 2011 verhuisde hij naar Indonesië, waar hij tekende bij Mitra Kukar. Sinds januari 2020 is de 41-jarige Bent actief bij de Engelse amateurclub Cornard United. De aanvaller keerde terug uit pensioen omdat hij bankroet was gegaan door een drugsverslaving. Hij zou onder invloed enkele politie-ambtenaren hebben aangevallen.